# Metejoor
Metejoor (Duffel, 4 januari 1991), artiestennaam van Joris Van Rossem, is een Vlaamse zanger van het Vlaamse popgenre, bekend van de hits Het beste aan mij (ben jij), 1 op een miljoen, Rendez-vous, Dit is wat mijn mama zei en Wat wil je van mij.

## Biografie
Joris Van Rossem alias Metejoor is afkomstig uit het Antwerpse Duffel en bracht zijn jeugdjaren door in Vosselaar, waar hij ook woont. In 2016 wilde zijn jongere zus Lisa (ook bekend onder de alias LEEZ) haar kans grijpen en deed zij zonder succes mee aan de talentenjacht The Voice van Vlaanderen, net als onder anderen Olivia Trappeniers, die toch bekend werd dankzij haar samenwerking met Regi Penxten. Joris had daarentegen te kampen met faalangst, waardoor hij zijn zangtalent niet durfde te tonen.
Echter, voor zijn zangcarrière begon, wilde de sportieve Van Rossem graag turnleerkracht worden. Van Rossem heeft aangegeven dat muziek voor hem desalniettemin steeds van een precieuze waarde is geweest.
Dankzij de deelname van zijn zus aan The Voice van Vlaanderen ontmoet Van Rossem toevallig producer Hans Francken, met wie hij vanaf dan in zee ging. Hij tekent daarop een platencontract bij CNR Records. De naam 'Metejoor' is een porte-manteau van het woord meteoor en zijn voornaam.
In 2016 bracht Van Rossem zijn eerste single uit onder de alias Metejoor; Ik hou van jou, een "cocktail van akoestische gitaren en frisse, dansbare reggaeton". Met dit nummer werd hij meteen genomineerd voor een award 'Beste Doorbraak' bij de Radio 2 Zomerhit. Hij nam dit nummer op met de Spaanstalige zanger Daniel López.
Ook de volgende singles Ik wil meer, een eigentijdse productie, de ballade Samen Alleen en het uptempo Je hoeft niet bang te zijn blijven niet onder de radar en worden vaak gedraaid (op Radio 2).
Metejoor mocht in de zomer van 2019 mee op een Nederlandse tournee van Clouseau (Koen en Kris Wauters) als hun voorprogramma.
In september 2018 valt Metejoor op met een "eigenzinnige" cover van Verover mij van Niels Destadsbader (wat op zichzelf een herwerking is van het nummer Believe door de groep K's Choice voor het televisieprogramma Liefde voor muziek) op radiozender MNM.
Ook Destadsbader was zeer onder de indruk van de zanger uit Duffel en Metejoor mocht spelen bij de reeks concerten van de Deerlijkenaar in het Antwerpse Sportpaleis.
In het najaar van 2018 lanceert Metejoor het nummer Boeit me geen/No me importa, een Vlaams-Spaans nummer dat hij heeft opgenomen met de Nederlandse zangeres Sarita Lorena.
In de lente van 2019 brengt Metejoor een nieuwe single uit genaamd Horizontaal. Het nummer heeft 22 weken in de Ultratop met Vlaamse artiesten gestaan. Door het succes van het nummer Horizontaal prijkt Metejoor die zomer op affiches van festivals als Suikerrock en Parkies.
Zijn zevende single Blij om jou te zien, die uitkwam in de nazomer van 2019, stond veertien weken in de algemene Vlaamse Ultratop 50. Met dat nummer stond Metejoor ook gedurende twaalf weken op de tweede plek in de Vlaamse Ultratop.
In 2020 kende Metejoor zijn eerste grote commerciële succes, met het uitbrengen van de single Het beste aan mij (ben jij). Dat nummer leverde hem een nominatie op voor de hoofdprijs bij de Radio 2 Zomerhit 2020. Eind 2021 werd bekendgemaakt dat hij deelneemt aan het tweede seizoen van Een echte job op VTM.
Hij nam eind 2021 ook deel aan het programma Dancing with the Stars. Metejoor moest de wedstrijd reeds in de derde aflevering verlaten door een opgelopen blessure. Hij kondigde ook aan dat hij zijn job als turnleraar niet meer kan combineren met het zingen waardoor hij nu fulltime zanger is. In 2022 was hij gastartiest tijdens de eerste aflevering van het 2de seizoen van I Can See Your Voice.
Op 15 maart 2023 ondersteunde Metejoor de campagne #binnenstebuiten, georganiseerd door Warme William. Een initiatief dat het mentaal welzijn van jongeren wil verbeteren.
Vanaf april 2023 is hij te zien in Liefde voor muziek, waarin hij de muziek van Daan, Jaap Reesema, Stef Bos, Günther Neefs, K3 en Portland onder handen neemt. In 2023 was hij tevens te zien in Alles is Muziek. In mei 2023 komt ook de documentaire Met de Joris op Streamz, het toont de weg die hij aflegde van beginnend artiest tot nu.

## Discografie

### Albums
| Album met hitnotering(en) in de Vlaamse Ultratop 200 albums | Datum van verschijnen | Datum van binnenkomst | Hoogste positie | Aantal weken | Opmerkingen |
| ----------------------------------------------------------- | --------------------- | --------------------- | --------------- | ------------ | ----------- |
| Metejoor                                                    | 29-10-2021            | 06-11-2021            | 1 (4wk)         | 198*         | Platina     |
| Joris                                                       | 29-09-2023            | 07-10-2023            | 1 (6wk)         | 98*          |             |

### Singles
| Single met eventuele hitnotering(en) in de Nederlandse Top 40 | Datum van verschijnen | Datum van binnenkomst | Hoogste positie | Aantal weken | Opmerkingen                                 |
| ------------------------------------------------------------- | --------------------- | --------------------- | --------------- | ------------ | ------------------------------------------- |
| 1 op een miljoen                                              | 29-01-2021            | 20-02-2021            | 29              | 4            | met Babet / Nr. 56 in de Single Top 100     |
| Rendez-vous                                                   | 11-06-2021            | 03-07-2021            | tip2            |              | met Emma Heesters                           |
| Kijk ons nou                                                  | 26-05-2022            | -                     |                 |              | met Snelle / Nr. 65 in de Single Top 100    |
| Wat wil je van mij                                            | 16-11-2022            | 30-12-2022            | 2               | 27           | met Hannah Mae / Nr. 6 in de Single Top 100 |

| Single met hitnotering(en) in de Vlaamse Ultratop 50 | Datum van verschijnen | Datum van binnenkomst | Hoogste positie | Aantal weken | Opmerkingen                                            |
| ---------------------------------------------------- | --------------------- | --------------------- | --------------- | ------------ | ------------------------------------------------------ |
| Ik hou van jou                                       | 05-05-2017            | 20-05-2017            | tip14           |              | met Daniel López                                       |
| Ik wil meer                                          | 11-08-2017            | 19-08-2017            | tip12           |              |                                                        |
| Samen alleen                                         | 16-03-2018            | 24-03-2018            | tip9            |              |                                                        |
| Je hoeft niet bang te zijn                           | 15-06-2018            | 23-06-2018            | tip10           |              | Nr. 10 in de Vlaamse Top 30                            |
| Boeit me geen                                        | 26-10-2018            | 10-11-2018            | tip3            |              | met Sarita Lorena / Nr. 4 in de Vlaamse Top 30         |
| Horizontaal                                          | 03-05-2019            | 11-05-2019            | 47              | 2            | Nr. 2 in de Vlaamse Top 30                             |
| Blij om jou te zien                                  | 20-09-2019            | 26-10-2019            | 14              | 14           | solo of met Tinne Oltmans / Nr. 2 in de Vlaamse Top 30 |
| Laat het voor de liefde zijn                         | 23-03-2020            | 11-04-2020            | 45              | 1            | Nr. 2 in de Vlaamse Top 30                             |
| Het beste aan mij (ben jij)                          | 08-05-2020            | 16-05-2020            | tip1            |              | Nr. 6 in de Vlaamse Top 30                             |
| Hoe kon ik zo dom zijn                               | 23-10-2020            | 07-11-2020            | 27              | 13           | met 5NAPBACK / Nr. 4 in de Vlaamse Top 30              |
| 1 op een miljoen                                     | 29-01-2021            | 06-02-2021            | 1(1wk)          | 24           | met Babet / Nr. 1 in de Vlaamse Top 30 / Goud          |
| Rendez-vous                                          | 11-06-2021            | 19-06-2021            | 4               | 24           | met Emma Heesters / Nr. 1 in de Vlaamse Top 50         |
| Ze meent het                                         | 23-10-2021            | 31-10-2021            | 9               | 18           | Nr. 1 in de Vlaamse Top 50                             |
| Dit is wat mijn mama zei                             | 28-01-2022            | 05-02-2022            | 1(3wk)          | 31           | Nr. 1 in de Vlaamse Top 30                             |
| Kijk ons nou                                         | 26-05-2022            | 04-06-2022            | 3               | 24           | met Snelle / Nr. 1 in de Vlaamse Top 30                |
| Wat wil je van mij                                   | 16-11-2022            | 26-11-2022            | 2               | 34           | met Hannah Mae / Nr. 1 in de Vlaamse Top 30            |
| Geef licht (Live)                                    | 11-04-2023            | 30-04-2023            | 46              | 1            | uit Liefde voor Muziek                                 |
| Laat ons een bloem (Live)                            | 10-05-2023            | 21-05-2023            | 5               | 21           | uit Liefde voor Muziek                                 |
| Eigen schuld                                         | 20-09-2023            | 30-09-2023            | 1(3wk)          | 29           | Nr. 1 in de Vlaamse Top 30                             |
| Groot                                                | 01-05-2024            | 11-05-2024            | 12              | 22           | Nr. 1 in de Vlaamse Top 30                             |
| Te waar om mooi te zijn                              | 14-03-2025            | 23-03-2025            | 9               | 11           | met Lunace / Nr. 2 in de Vlaamse Top 30                |
| Stuk                                                 | 22-05-2025            | 31-05-2025            | 4(1wk)          | 12*          | met LUNA / Nr. 2 in de Vlaamse Top 30                  |

### NPO Radio 2 Top 2000
| Nummer met noteringen in de NPO Radio 2 Top 2000 | '23  | '24  |
| ------------------------------------------------ | ---- | ---- |
| Wat wil je van mij (met Hannah Mae)              | 1994 | 1494 |

1. ↑  Een vetgedrukt getal geeft de hoogste notering aan.
2. ↑  2023 was het eerste jaar met een notering voor dit nummer.

## Filmografie
| Films als stemacteur | Films als stemacteur                               | Films als stemacteur |
| Jaar                 | Productie                                          | Rol                  |
| -------------------- | -------------------------------------------------- | -------------------- |
| 2022                 | 2 kleine kleutertjes: Een dag om nooit te vergeten | Hap                  |
| 2022                 | Monty & Co                                         | Sam                  |

## TV series
| Tv series | Tv series | Tv series |
| Jaar      | Productie | Rol       |
| --------- | --------- | --------- |
| 2024      | Milo      | Zichzelf  |

## Prijzen
| Jaar | Prijs                      | Categorie                                             | Resultaat   |
| ---- | -------------------------- | ----------------------------------------------------- | ----------- |
| 2020 | Radio 2 Zomerhit           | Zomerhit (Het beste aan mij (ben jij))                | Genomineerd |
| 2021 | Music Industry Awards 2021 | Hit van het jaar 2021 (1 op een miljoen)              | Genomineerd |
| 2021 | Music Industry Awards 2021 | Solo man                                              | Gewonnen    |
| 2021 | Music Industry Awards 2021 | Beste Doorbraak                                       | Gewonnen    |
| 2021 | Music Industry Awards 2021 | Beste Nederlandstalig                                 | Gewonnen    |
| 2021 | Radio 2 Zomerhit           | Zomerhit (Rendez-vous)                                | Genomineerd |
| 2021 | Het gala van de gouden K's | Hit van het jaar (Rendez-vous)                        | Genomineerd |
| 2022 | Radio 2 Zomerhit           | Zomerhit (Kijk ons nou)                               | Genomineerd |
| 2022 | Q-Pop                      | Hit van het jaar Qmusic BE (Dit is wat mijn mama zei) | Gewonnen    |
| 2022 | Music Industry Awards 2022 | Hit van het jaar 2022 (Dit is wat mijn mama zei)      | Genomineerd |
| 2022 | Music Industry Awards 2022 | Solo man                                              | Gewonnen    |
| 2022 | Music Industry Awards 2022 | Beste album (Metejoor)                                | Gewonnen    |
| 2022 | Music Industry Awards 2022 | Beste Nederlandstalig                                 | Genomineerd |
| 2022 | Het gala van de gouden K's | Artiest                                               | Genomineerd |
| 2023 | Radio 2 Zomerhit           | Zomerhit (Laat ons een bloem)                         | Genomineerd |
| 2023 | Q-Pop                      | Hit van het jaar Qmusic BE (Wat wil je van mij)       | Genomineerd |
| 2023 | Music Industry Awards 2023 | Hit van het jaar (Wat wil je van mij)                 | Genomineerd |
| 2023 | Music Industry Awards 2023 | Solo artiest                                          | Genomineerd |
| 2023 | Music Industry Awards 2023 | Beste album (Joris)                                   | Genomineerd |
| 2023 | Music Industry Awards 2023 | Beste Nederlandstalig                                 | Genomineerd |
| 2023 | Music Industry Awards 2023 | Beste Pop                                             | Genomineerd |
| 2025 | Radio 2 Zomerhit           | Zomerhit (Stuk)                                       | Genomineerd |